# 허버트 세실 부스

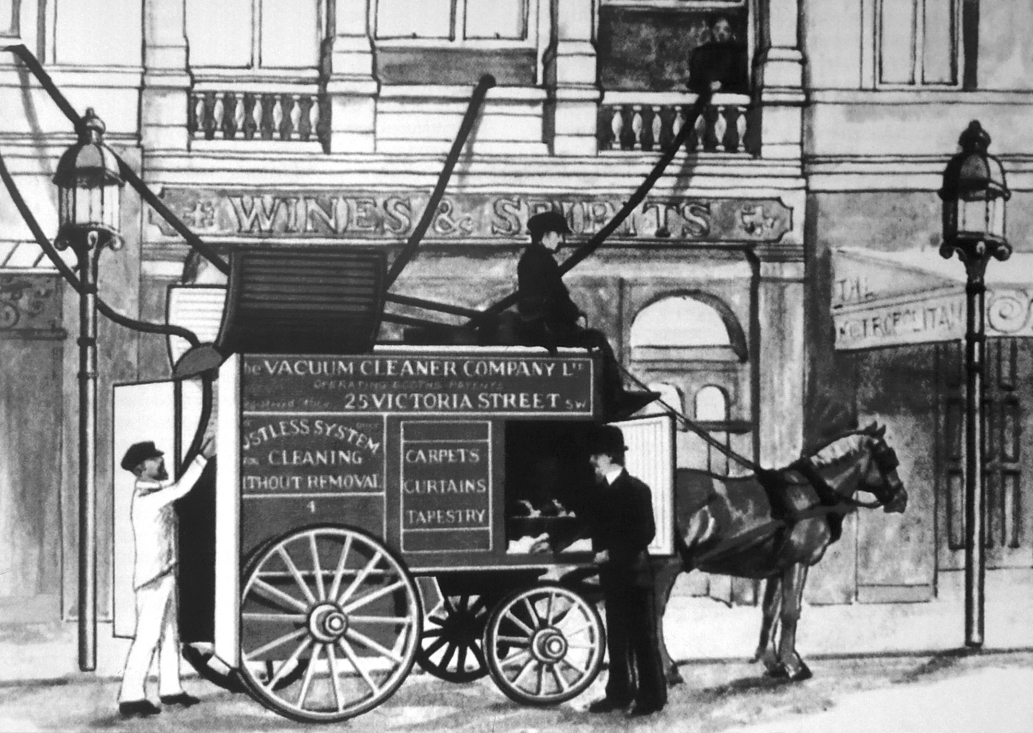

허버트 세실 부스(영어: Hubert Cecil Booth, 1871년 7월 4일 ~ 1955년 1월 14일)는 최초로 전동 진공 청소기를 개발한 사람으로 알려진 잉글랜드의 공학자이다.